# 江月路駅
座標: 北緯31度5分10秒 東経121度30分14秒 / 北緯31.08611度 東経121.50389度
江月路駅（こうげつろえき）は中華人民共和国上海市閔行区に位置する上海地下鉄8号線の駅である。

## 駅構造
- 島式ホーム1面2線を有する高架駅。

## 歴史
- 2009年7月5日 - 開業。

## 隣の駅
上海軌道交通
■8号線
浦江鎮駅 - 江月路駅 - 聯航路駅